# Hernán Valdés
Hernán Valdés (Santiago de Chile, 1934-Kassel, Alemania, 15 de febrero de 2023) fue un escritor chileno conocido especialmente por su libro Tejas Verdes, primer testimonio de la represión lanzada por la dictadura militar encabezada por el general Augusto Pinochet.

## Biografía

### Estudios y juventud
Como escritor, Valdés comenzó publicando poesía. Su primer libro apareció en 1954.
Estudió cine en Praga entre 1963 y 1964. Su primera novela —Cuerpo creciente— ve la luz en 1966 y al año siguiente ganó el Premio Municipal de Literatura de Santiago. Vivió un par de años en París y en 1970 regresó en barco a Chile. En la embarcación viajaba también Pablo Neruda y Valdés traía los originales de su segunda novela: Zoom, la cual fue publicada en México en 1971, durante el gobierno de la Unidad Popular en Chile, y que sería su última obra antes de partir al exilio. Esta novela fue silenciada por la dictadura militar durante años debido a su contenido político. En Chile trabajó en el Centro de Estudios de la Realidad Nacional (CEREN) de la Pontificia Universidad Católica de Chile junto al sociólogo Manuel Antonio Garretón, hasta el 11 de septiembre de 1973, día del golpe de Estado que derrocó el gobierno de Salvador Allende y dio inicio a la dictadura militar de Augusto Pinochet.

### Tras el golpe de Estado

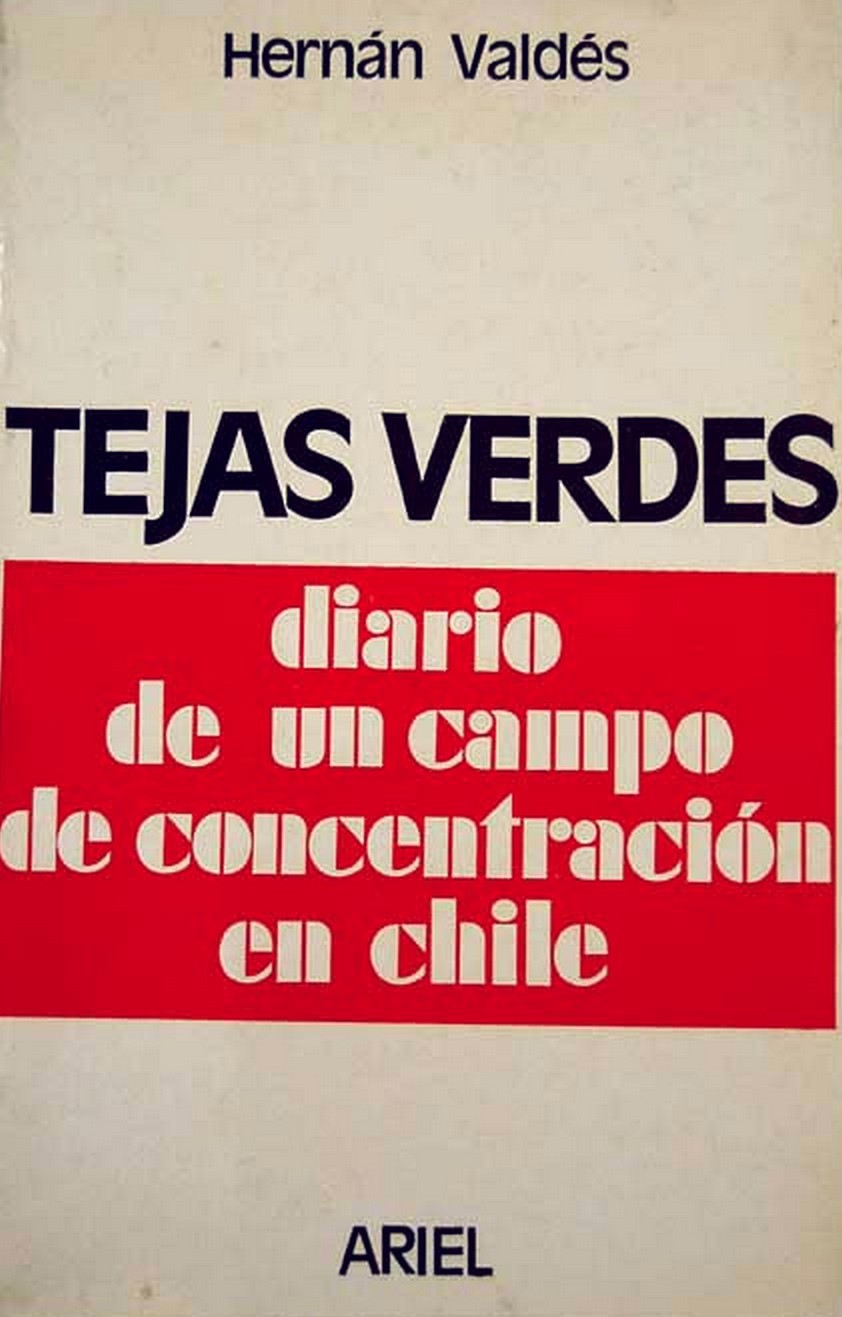
Portada de Tejas Verdes: diario de un campo de concentración en Chile

El 12 de febrero de 1974, agentes de civil armados entraron en su apartamento de Santiago en busca de Miguel Enríquez, líder del MIR. Aunque Valdés declaró que no conocía a nadie del MIR, fue detenido e ingresado al día siguiente en el Campamento de prisioneros Tejas Verdes en Llolleo, donde fue torturado.
Luego de un mes en Tejas Verdes, fue dejado en libertad, tras lo cual pidió asilo en la embajada de Suecia. En mayo de ese año llegó a Barcelona gracias a gestiones de Garretón, y a los pocos días comenzó a escribir lo que se convertiría en Tejas Verdes: diario de un campo de concentración en Chile, considerado por el Fondo de Cultura Económica «uno de los primeros testimonios de los horrores de la dictadura militar», y considerado por el crítico Ricardo Cuadros como «el mejor relato que existe sobre el dolor de un sujeto sometido al vejamen militar en los primeros meses de la dictadura».
Después de su libro testimonial —publicado el mismo año en España y que sería editado en Chile solo 22 años más tarde, en 1996—, Valdés regresó a la ficción y escribió otras novelas: A partir del fin, centrada en el golpe militar de 1973, salió en México, en 1981 (en Chile, también 22 años después) y La historia subyacente, publicada en alemán en 1984 y aparecida en español, en Chile, en 2007.
Sobre A partir del fin, María Teresa Cárdenas (El Mercurio) ha dicho que "de existir alguna justicia literaria, deberá ser reconocido como la gran novela sobre el golpe militar".
Se radicó en la ciudad alemana de Kassel en 1980, después de haber vivido por largo tiempo en España e Inglaterra.

### Fallecimiento
Valdés falleció en Kassel el 15 de febrero de 2023, a los 89 años de edad. El grupo editorial Fondo de Cultura Económica lamentó su muerte, recordando «su valentía y compromiso por mantener viva la memoria de esos años».

## Obra
Poesía
- 1954: Poesía de salmos
- 1964: Apariciones y desapariciones

Novela
- 1966: Cuerpo creciente
- 1971: Zoom (México; reeditado por Fondo de Cultura Económica, 2021)
- 1981: A partir del fin (Era, México; reeditado por LOM, Santiago, 2004)
- 1984: La historia subyacente (en alemán; edición revisada en español por Valdés, LOM, Santiago, 2007)
- 2011: Tango en el desierto (Alfaguara, Santiago)

Ensayo, testimonial
- 1974: Tejas Verdes: diario de un campo de concentración en Chile (Ariel, Barcelona; reeditado por LOM, Santiago, 1996; Taurus Chile, 2012)
- 2005: Fantasmas literarios (Aguilar, Santiago; nueva edición, aumentada y revisada por Taurus, 2018)

## Premios
- 1967: Premio Municipal de Literatura de Santiago, por Cuerpo creciente[2]
- 2006: Premio Altazor de Ensayo, por Fantasmas literarios[2]